# 메시에 26

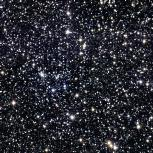
메시에 26

메시에 26(NGC 6694)는 방패자리에 있는 산개 성단이다. 1764년 샤를 메시에가 메시에 천체 목록에 넣었다.
M26는 지구에서 5,000 광년 떨어져 있다. 겉보기 등급은 8등급이며, 시직경은 15분으로 대략 22광년정도의 크기다. 가장 밝은 별은 11.9등급으로 성단의 나이는 약 8900만년으로 추정된다. 흥미로운 점은, 지구와 M26 사이에 있는 성간 물질 구름으로 인해 중심부 별들의 밀도가 낮아보인다는 사실이다.

## 같이 보기
- 메시에 천체 목록